# Cyrille VI de Constantinople
Pour les articles homonymes, voir Cyrille VI.

Cyrille VI de Constantinople (en grec : Κύριλλος ΣΤ΄), né en 1769 à Andrinople, où il est mort le 22 avril 1821, fut patriarche de Constantinople du 4 mars 1813 au 3 décembre 1818.